# Friedrich August Henglein
Friedrich August Henglein (* 11. April 1893 in Menzingen; † 22. Juni 1968 in Bischofshofen) war ein deutscher Chemiker und Institutsleiter an der Technischen Hochschule Karlsruhe.

## Leben
Friedrich August Henglein wurden am 11. April 1893 in Menzingen (Baden) geboren und studierte in den Jahren 1911–1912 Chemie an der
Technischen Hochschule Karlsruhe. Nach einer mehrjährigen Unterbrechung beendete Henglein sein Studium im Herbst 1919 an der Universität Heidelberg. Für seine Dissertation erhielt er den Viktor-Meyer-Preis der Universität Heidelberg. 
In den folgenden Jahren war er Assistent an der Technischen Hochschule Danzig, an der er sich 1922 habilitierte. Im Jahr 1926 übernahm Henglein die Leitung des anorganischen-wissenschaftlichen Laboratoriums der damaligen IG-Farbenindustrie in Frankfurt am Main. Im Juni 1933 wurde Henglein, der kurz nach der „Machtergreifung“ der Nationalsozialisten dem Kampfbund Deutscher Architekten und Ingenieure beigetreten war, Vorstand des Bezirksvereins Rheinland des Vereins Deutscher Chemiker. 1934 kehrte er nach Karlsruhe zurück, um dort die Leitung des Lehrstuhls für chemische Technik zu übernehmen. 1939 war er Vorstandsmitglied der DECHEMA. Sein Sohn Arnim Henglein war ebenfalls ein bedeutender Chemiker.

## Leistungen
Henglein arbeitete intensiv auf dem Forschungsgebiet der chemischen Technik. Eine Auswahl seiner Arbeiten finden sich in folgender Auflistung.
- Infrarottrocknung im nichthygroskopischen Bereich
- Umsetzung von Carbonylverbindungen mit Metallamalgamen
- Herstellung und Eigenschaften organischer Silylverbindungen
- Einfluss von Kupferverbindungen auf die Druckoxydation von Schwermetallsulfiden
- Entarsenierung von Kupfer

## Schriften (Auswahl)
- Die Konstanz der elektrischen Leitfähigkeit bei chemischen Vorgängen in Gasen. Leipzig 1920.
- Grundrisse der chemischen Technik. Berlin 1936.
- Industrielle Chemie (Chemische Technik). Heidelberg 1951,
- Untersuchungen über kalkgebundene, dampfgehärtete Kunststeine im Hinblick auf die Beurteilung und Prüfung der verwendbaren Rohstoffe. Wilhelmshaven 1955.